# ナビール・マールール
ナビール・マールール（Nabil Maâloul、1962年12月25日 - ）は、チュニジアの元サッカー選手。元チュニジア代表。ポジションはミッドフィールダー。

## 経歴

### クラブ
チュニジアの強豪クラブ・エスペランス・チュニスで長くプレー、チュニジア・リーグで6回優勝。1987-88シーズンには得点王にも輝く。また、ドイツ・2. ブンデスリーガのハノーファー96でも2シーズンプレーした。

### 代表
1982年にチュニジア代表でデビュー。1988年ソウルオリンピックにも出場、PKで2得点を決めた。1994年までに70試合に出場、11得点をあげた。

## 代表歴

### 試合数
- 国際Aマッチ 70試合 11得点（1982年-1994年）[1]

| チュニジア代表 | 国際Aマッチ | 国際Aマッチ |
| 年             | 出場        | 得点        |
| -------------- | ----------- | ----------- |
| 1982           | 4           | 0           |
| 1983           | 5           | 0           |
| 1984           | 3           | 0           |
| 1985           | 13          | 2           |
| 1986           | 4           | 1           |
| 1987           | 6           | 1           |
| 1988           | 16          | 5           |
| 1989           | 12          | 1           |
| 1990           | 2           | 0           |
| 1991           | 0           | 0           |
| 1992           | 0           | 0           |
| 1993           | 4           | 1           |
| 1994           | 1           | 0           |
| 通算           | 70          | 11          |